# 丈人二
丈人二（天鸽座ε），又名CD-35 2348，HD 36597、SAO 195924、HR 1862，是天鸽座的一颗恒星，视星等为3.87，位于銀經239.89，銀緯-30.88，其B1900.0坐标为赤經5h 27m 39.7s，赤緯-35° -30.88′ 37″。